# Internationale Arbeiterassoziation
Die Internationale Arbeiterassoziation (IAA), englisch International Workingmen’s Association (IWA), in der späteren Geschichtsschreibung auch Erste Internationale genannt, wurde 1864 in London gegründet. Die IAA war der erste internationale Zusammenschluss von Arbeitergesellschaften, die nach den provisorischen Statuten „dasselbe Ziel verfolgen, nämlich: den Schutz, den Fortschritt und die vollständige Emanzipation der Arbeiterklasse“.

## Geschichte

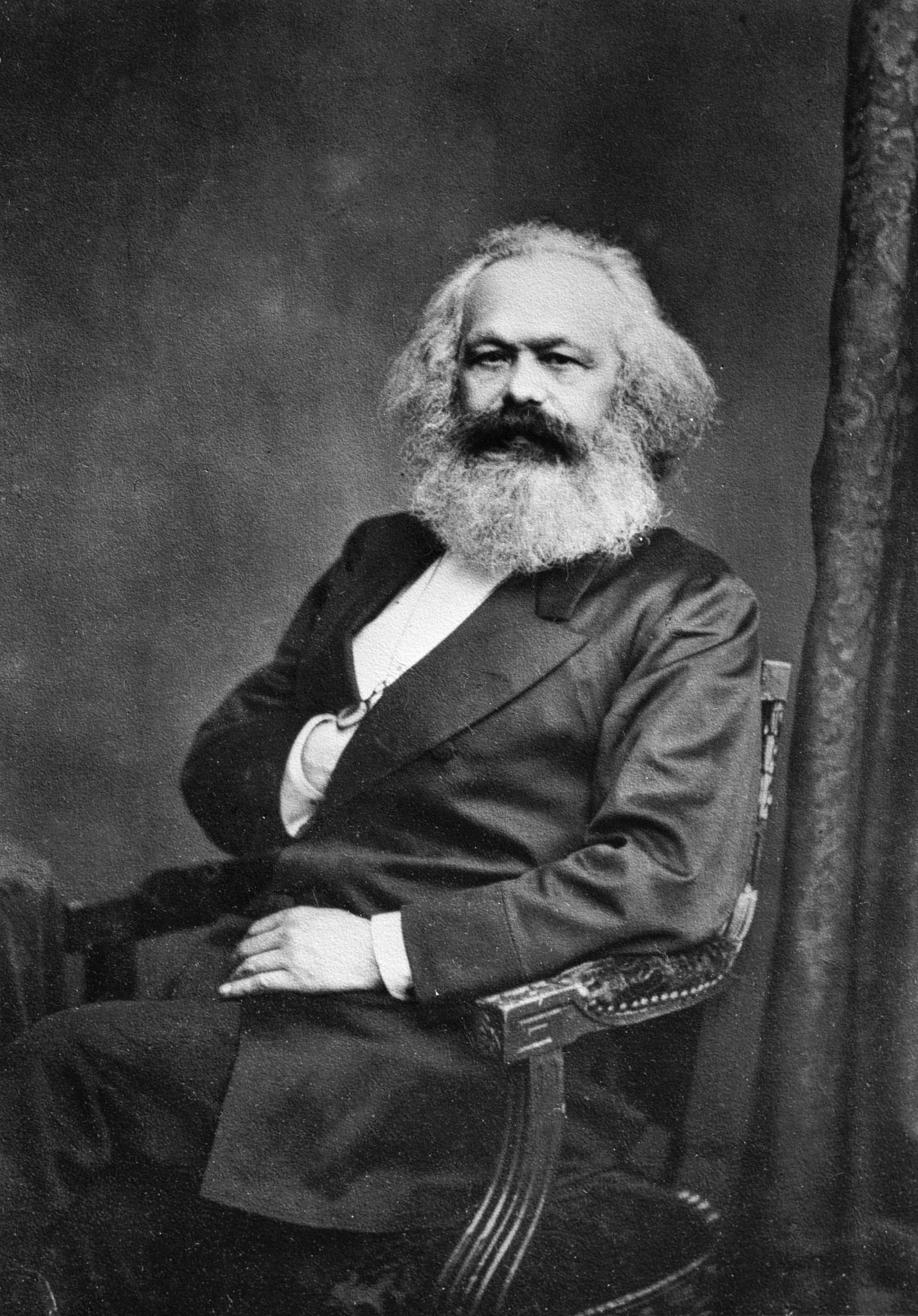
Karl Marx, Mitglied im Generalrat der IAA

Der Sitz der IAA war nach dem Gründungskongress der IAA am 28. September 1864 in der Londoner St. Martin’s Hall zunächst London. Auf dem fünften Kongress, dem Haager Kongress, wurde im September 1872 die Verlagerung des Sitzes nach New York beschlossen.
Im Gegensatz zu späteren Internationalen bestanden die Mitglieder der Ersten noch aus einer Vielzahl politisch divergierender Gruppen, die unterschiedliche Sozialismuskonzepte verbanden. Außerdem wurden Frauen als Mitglieder erst 1865, ein halbes Jahr nach der Gründung, zugelassen. Obwohl faktisch relativ einflusslos, wurde „die Internationale“ von vielen Gegnern als ursächlich für das Erstarken der Arbeiterbewegung in vielen Ländern und das Entstehen der Pariser Kommune von 1871 gesehen. Überschattet wurde die Organisation bereits kurz nach ihrer Entstehung durch heftige Grabenkämpfe, insbesondere zwischen der Richtung von Karl Marx, dem Mitverfasser des Kommunistischen Manifests und Haupttheoretiker des Kommunismus einerseits, und dem Anarchisten Michail Bakunin andererseits. Während Marx für eine Organisation der noch zu bildenden Arbeiterparteien in den Einzelstaaten unter zentralistischer Führung der Internationalen eintrat, war Bakunin gemäß den Vorstellungen des Anarchismus für strikte Herrschaftslosigkeit und gegen jegliche Form von zentraler Führung. Dieser grundsätzliche Konflikt trug schließlich zur Spaltung der IAA bei. Auch hinsichtlich der Frage der Frauenrechte war die IAA gespalten; die „Sektion 12“, die sich u. a. für das Frauenwahlrecht und die ökonomische Unabhängigkeit der Frauen von den Männern einsetzte, wurde schließlich Anfang der 1870er aus der Internationalen ausgeschlossen.
Hatte sich bereits 1871 auf der Londoner Konferenz, wo nur vom Generalrat eingeladene Sektionen vertreten waren, die marxsche Position durchgesetzt, wurden auf dem Haager Kongress von 1872 zentralistische Strukturreformen und eine politische Neuausrichtung der Organisation beschlossen. Außerdem wurden Bakunin und James Guillaume aus der Internationalen ausgeschlossen. Die von ihnen geführte Juraföderation führte eine Woche später einen Gegenkongress in Saint-Imier (Schweizer Jura) durch, der das Zustandekommen des Haager Kongresses als illegitim einstufte, seine Beschlüsse nicht anerkannte und die Fortführung der Internationalen auf föderalistischer Grundlage beschloss. In der Folgezeit schlossen sich dem alle aktiven Landesföderationen an, vorwiegend weil sie die zunehmende Macht des Generalrats ablehnten. Fortan bestanden zwei Organisationen, die den Namen der IAA für sich reklamierten: einerseits die Landesföderationen aus Belgien, England, Holland, Italien und Spanien (auch bekannt als Antiautoritäre Internationale), andererseits der Generalrat und einzelne, vorwiegend deutschsprachige Lokalsektionen. Letztere löste sich 1876 unter Friedrich Adolph Sorge offiziell auf, während die antiautoritäre IAA, wenn auch ab Mitte der 1870er in Auflösung begriffen, bis Anfang der 1880er Jahre fortwirkte.
1889 trat in Paris der Internationale Arbeiterkongress zusammen und gründete die Zweite Internationale, aus der später die bis heute bestehende Sozialistische Internationale hervorging. 1919–1943 bestand in Moskau als sog. Dritte Internationale die Kommunistische Internationale. Des Weiteren gründete sich 1922 in Berlin die noch heute bestehende anarchosyndikalistische Internationale ArbeiterInnen-Assoziation, die sich in der Tradition der Ersten Internationale sieht.
Das von Eugène Pottier 1871 gedichtete Kampflied Die Internationale (1888 vertont von Pierre Degeyter, um 1910 von Emil Luckhardt sehr frei und weniger radikal ins Deutsche übertragen) bezieht sich auf die IAA und die Pariser Kommune von 1871.

## Kongresse und Konferenzen

### Gründungskonferenz (London, 25.–29. September 1864)
Die aus 13 europäischen Ländern und den USA stammenden knapp 2000 Teilnehmer gründeten die IAA am 28. September 1864 in der Londoner St. Martin’s Hall. Führendes Gremium war der Generalrat, dessen Präsidium Karl Marx angehörte. Er war vom Londoner Deutschen Arbeiterbildungsverein eingeladen worden und formulierte die wichtigsten Erklärungen und Adressen, so die berühmte Inauguraladresse der Internationalen Arbeiter-Assoziation. Johann Georg Eccarius war als weiterer deutscher Vertreter zur Gründungsversammlung eingeladen worden. Neben Marx und Eccarius zählten Carl Heinrich Pfänder, Friedrich Leßner, Georg Lochner und Karl Kaub zu deren Generalrat.

### I. Kongress (Genf, 3.–8. September 1866)
Während des Genfer Kongresses 1866 dominierten die Anhänger Proudhons die Diskussionen. Es nahmen auch sechs Blanquisten aus Paris an dem Kongress teil, doch wurden diese aus der Internationalen ausgeschlossen. Eine wichtige Entscheidung an dieser Veranstaltung war die Forderung nach einem Achtstundentag.

### II. Kongress (Lausanne, 2.–8. September 1867)
Der Lausanner Kongress der Internationale fand vom 2. bis 8. September 1867 statt. Marx war nicht anwesend, da er an den letzten Korrekturen von Das Kapital arbeitete. Der Kongress wurde von 64 Delegierten aus Großbritannien, Frankreich, Deutschland, Belgien, Italien und der Schweiz besucht. Als erste Frau wurde Harriet Law im Juni 1867 Mitglied des Generalrats und blieb dort die nächsten fünf Jahre die einzige Frau.

### III. Kongress (Brüssel, 6.–13. September 1868)
Die auf Marx beruhenden Beschlüsse des Genfer Kongresses fanden zunehmende Beachtung. Der Brüsseler Kongress der IAA vom 8. bis 13. September 1868 bestätigte Marx’ Taktik. Der Kongress der IAA in Brüssel zeigte, dass sich die von Marx und seinen Mitstreitern vertretenen Positionen weiter durchsetzten.

### IV. Kongress (Basel, 6.–11. September 1869)
Der Basler Kongress fand vom 6. bis 11. September 1869 statt. Laut Stekloff waren 75 Delegierte aus Großbritannien, Frankreich, Belgien, Österreich, Deutschland, Schweiz, Italien, Spanien, und den Vereinigten Staaten von Amerika anwesend. Die Konferenz war vor allem durch die Konfrontation zwischen den Positionen der Proudhon’schen Mutualisten, sowie der kollektivistisch-anarchistischen Position Bakunins mit seinen Anhängern auf der einen und Karl Marx Positionen auf der anderen Seite geprägt. Letztere erhielten zum ersten Mal größeren Gegenwind. So fand ein Antrag des Anarchisten Michail Bakunin zur Frage des Erbrechts größere Zustimmung als der Gegenantrag von Marx. Außerdem fand in einer offenen Diskussion die Position breiten Anklang, dass die Gewerkschaften nach Beseitigung des Lohnsystems die Produktion organisieren und das alte politische System durch eine Repräsentation der Arbeit ersetzen sollten. Ein solches „revolutionäres Programm föderaler Gewerkschaften stand ganz im Kontrast zu den Vorstellungen von Marx und Engels, die eigentlich darauf hinarbeiteten, die IAA zentralistisch umzugestalten und auf eine parteipolitische Linie zu bringen.“

### (Abgesagter) V. Kongress (Mainz, September 1870)
Für den September 1870 wurde zum V. Kongress in Mainz eingeladen. Der Kongress wurde jedoch vom Generalrat um Marx aufgrund des Deutsch-Französischen Krieges abgesagt und auf unbestimmte Zeit vertagt. Marx kam dabei der Krieg als Grund für die Absage gelegen, da er besorgt war, dass der Kongress eine Mehrheit für die Föderalisten bzw. Anarchisten hätte ergeben können, wie er unter anderem in einem Brief an Johann Philipp Becker zum Ausdruck brachte. Obwohl laut Statuten der IAA jährlich ein Kongress stattfinden musste, lud der Generalrat auch für 1871 nicht zu einem solchen ein, sondern lediglich zu einer exklusiven Konferenz in London. Mit diesem Statutenbruch waren die Weichen für die Spaltung der Internationale gestellt.

### Konferenz von London (17.–23. September 1871)
Die zweite, nicht öffentliche Konferenz der IAA fand mit 13 Mitgliedern des Generalrats und 23 Delegierten aus Belgien, Deutschland, Frankreich, England, Irland, Italien, Spanien, der Schweiz und den USA in London statt. Nur ausgewählte Sektionen wurden vom Generalrat eingeladen.
Die IAA bekundete in einer Resolution die Solidarität mit der Pariser Kommune und stellte heraus, dass die „Konstituierung der Arbeiterklasse als politische Partei unerlässlich ist für den Triumph der sozialen Revolution und ihres Endzieles – der Abschaffung der Klassen“. Intern wurde eine Namensregelung für den Generalrat, die Föderalräte der Länder und die lokalen Sektionen beschlossen. Die Bezeichnung Generalrat sollte nur dem selbigen zugestanden werden, die Föderalräte nach den einzelnen Ländern benannt werden und die Sektionen nach ihrem Ortsnamen. Als sektiererisch betrachtete Namen wie Mutalisten, Kollektivisten, Kommunisten usw. schloss die Konferenz aus.
Auf der Konferenz wird zudem beschlossen, dass der Generalrat nicht mehr die Funktion des Regionalrates der britischen Föderation wahrnehmen soll. Stattdessen wurde ein eigener englischer Föderalrat mit neuen lokalen Sektionen gebildet. Für Frankreich wurde eine lebhafte Werkstättenagitation und die Verbreitung von Druckschriften empfohlen. Für die Verschwörung Sergei Netschajews lehnte die IAA jegliche Verantwortung ab.
Von Bedeutung war zudem der ideologische Konflikt zwischen Anarchisten und Marxisten – den Anhängern von Bakunin einerseits und denen von Marx. Beschlossen wurde auch die Verlagerung des Sitzes ab 1872 nach New York.

### V. Kongress (Den Haag, 2.–7. September 1872)
Nach der Pariser Kommune (1871) charakterisierte Bakunin die Ideen von Marx als autoritär und meinte, dass, wenn eine marxistische Partei der Arbeiterklasse an die Macht käme, es am Ende aus seiner Sicht genau so schlimm wäre, wie die Herrschaft der Klasse der Kapitalisten, gegen die sie gekämpft hatten. Im Jahre 1872 gipfelte der Konflikt in der Ersten Internationale mit einem endgültigen Bruch zwischen den beiden Gruppen infolge des Haager Kongresses. Dieser Kampf wird oft als der Ursprung des seit langem andauernden Konflikts zwischen Anarchisten und Marxisten zitiert. Als konfliktreich sollten sich vor allem drei Beschlüsse erweisen: 1. Der Ausschluss Bakunins und Guillaumes. 2. Die Ausweitung der Kompetenzen des Generalrats. 3. Die strategische Festlegung, die Sektionen auf den Aufbau nationaler Parteien zu verpflichten.
Die bereits vorher suspendierte Sektion 12 der US-amerikanischen IAA um William West und Victoria Woodhull wurde ausgeschlossen. Ihr wurde vorgeworfen, dass sie sich zu sehr für die Frauenemanzipation einsetze. In seiner Rede kritisierte Marx von Sorge sekundiert, die Sektion verstehe sich nicht als Arbeiterorganisation.

### Gegenkongress von Saint-Imier (15.–16. September 1872)
Zu dem Gegenkongress hatte die italienische Landesföderation aufgerufen, die den Kongress von Den Haag boykottierte, weil dieser auf den ihres Erachtens illegitimen Beschlüsse der Londoner Konferenz aufbaue. Dem Aufruf folgten 15 Delegierte, darunter von den spanischen, italienischen und schweizerischen Landesföderationen sowie von Einzelsektionen aus Frankreich und den USA. Die Delegierten erkannten die Beschlüsse von Den Haag nicht an und verabschiedeten Resolutionen, die die Macht des Generalrats ablehnten, den föderalistischen Charakter der IAA unterstrichen und die parteipolitische Strategie zugunsten ökonomischen, gewerkschaftlichen Handelns zurückwies.
In der Folgezeit schlossen sich noch die Landesföderationen aus Belgien, Holland und England der sogenannten antiautoritären Fraktion an. Diese war zunächst nicht rein anarchistisch, sondern verstand sich vielmehr als „föderalistisch“ oder „sozialrevolutionär“. Der englische Föderalrat etwa war nicht gegen die politische Aktion, lehnte aber die Zentralisierung und die Macht des Generalrats ab. Dieser wiederum schloss die genannten Landesföderationen schließlich aus der IAA aus, weil sie die Beschlüsse nicht anerkannten. Bis 1873 war so die Spaltung der Organisation in zwei IAA vollzogen.

### VI. Kongress – antiautoritär (Genf, 1.–6. September 1873)
Die antiautoritäre Fraktion hielt ihren Kongress – offiziell als VI. Kongress der IAA bezeichnet – im September 1873 in der Schweiz. Anwesend waren 27 Delegierte, die die Landesföderationen aus Italien, Spanien, England, Holland, Belgien und der Schweiz repräsentierten. In einer ersten Resolution beschlossen die Delegierten die Abschaffung des Generalrats und stellten teilweise die Statuten von 1866 wieder her. Jedes Jahr sollte eine andere regionale Föderation das Föderalbüro der Internationale übernehmen und mit Korrespondenz, Statistik und der Organisation des nächsten Kongresses beauftragt werden. Schließlich schickten die Delegierten am letzten Kongresstag noch eine versöhnliche Adresse an den Kongress des Generalrats, der seinen Kongress zwei Tage später ebenfalls in Genf abhalten sollte.

### VI. Kongress – Generalrat (Genf, 8.–13. September 1873)
Ebenfalls als VI. Kongress der IAA firmierte der vom Generalrat ausgerichtete Kongress in Genf. Zugegen waren 28 Delegierte, ausschließlich aus der Schweiz, Deutschland und Österreich, die keine Landesföderationen, allenfalls lokale Einzelsektionen repräsentierten. Der Kongressorganisator Johann Philipp Becker sprach nach dem Kongress von „aus dem Boden gestampften“ Delegierten, mit denen „eine Mehrheit für die richtige Seite“ sichergestellt werden sollte. Unter anderem sollte die sogenannte Perret-Fraktion überstimmt werden, die auf Versöhnung mit den Bakunisten aus war. Marx selbst bezeichnete den Kongress als „Fiasko“ und erklärte die Internationale für praktisch gescheitert.

### VII. Kongress – antiautoritär (Brüssel, 7.–13. September 1874)
In Brüssel waren 17 Delegierte aus Belgien, Deutschland, England, Frankreich, Spanien und der Schweiz anwesend. Die italienische Föderationen sah sich nicht in der Lage, eine Delegation zu senden. Zu diesem Zeitpunkt war die antiautoritäre Fraktion noch nicht rein anarchistisch. So sprachen sich der englische Delegierte (Johann Georg Eccarius, ein Kommunist und ehemaliger Weggefährte von Marx im Generalrat) und die deutschen Delegierten (zwei Lassalianer) für die Eroberung der politischen Macht aus, während insbesondere die belgischen, spanischen und schweizerischen Delegierten eine anti-parlamentarische Strategie bevorzugten. Entsprechend beschloss der Kongress eine Resolution, die es den Landesföderationen freistellte, in welchem Maße sie von der „politischen Aktion“ Gebrauch machen.
Der VIII. Kongress wurde zunächst für 1875 in Barcelona festgesetzt, fand jedoch wegen organisatorischer Probleme nicht statt.

### Konferenz von Philadelphia – Generalrat (15. Juli 1876)
Zum Treffen der Fraktion um den Generalrat fanden sich zehn Mitglieder des Generalrats sowie 14 Delegierte aus Nordamerika ein. Aus Europa war kein Delegierter anwesend. Im Bericht des Generalrats wurde festgestellt, dass die Organisation faktisch nicht existiere und das seit langem keine Mitgliedsbeiträge eingegangen seien. In Konsequenz wurde beschlossen, die Organisation auf unbestimmte Zeit aufzulösen. Damit existierte nur noch die antiautoritäre Fraktion als IAA.

### VIII. Kongress – antiautoritär (Bern, 26.–29. Oktober 1876)
In Bern waren insgesamt 28 Delegierte zugegen, welche die Föderationen aus Belgien, Frankreich, Holland, Italien und der Schweiz repräsentierten. Außerdem gab es eine Anzahl von delegierten Beobachtern wie den sozialdemokratischen Reichstagsabgeordneten Julius Vahlteich. Es wurde unter anderem beschlossen, einen allgemeinen sozialistischen Kongress im nächsten Jahr in Gent durchzuführen.

### IX. Kongress – antiautoritär (Verviers, 6.–8. September 1877)
Auf dem Kongress, welcher der letzte offizielle der IAA sein sollte, fanden sich 20 Delegierte ein, unter anderem aus Spanien, Italien, Deutschland und der Schweiz. Der Großteil der Delegierten reiste nach dem Kongress direkt zu dem Sozialistenkongress in Gent weiter. Ein für das nächste Jahr in der Schweiz vorgesehener Kongress fand nicht mehr statt.

### Sozialistischer Weltkongress (Gent, 9.–12. September 1877)
Der vom VIII. IAA-Kongress in Bern initiierte Kongress von Gent stellt, wenn auch keine offizieller IAA-Kongress, den letzten Versuch dar, eine Einigung insbesondere zwischen Anarchisten und Sozialdemokraten zu erzielen. Jedoch stellten die Delegierten eine Unvereinbarkeit der beiden strategischen Ansätze fest und beschlossen in gegenseitigem Einvernehmen, getrennte Wege zu gehen. Das Vorhaben einiger Sozialdemokraten, eine marxistische Internationale wiederherzustellen, ging zunächst nicht über eine Absichtserklärung hinaus.

### Internationaler Sozialistisch-Revolutionärer Kongress von London (14.–19. Juli 1881)
Im Vorfeld dieses Kongresses gab es zunächst Unklarheiten, ob es sich hier um einen offiziellen Kongress der (antiautoritären) IAA handele. Letztendlich wurde er als offener Kongress von Anarchisten durchgeführt, auf dem dennoch Delegierte von IAA-Lokalsektionen und Landesföderationen, so etwa der spanischen, anwesend waren. Als letzte Zusammenkunft von IAA-Delegierten markiert dieser Kongress das endgültige Ende der IAA, zumal dort die „Propaganda der Tat“ als maßgebliche Strategie der anarchistischen Bewegung beschlossen wurde und damit für eine Weile den von Anarchisten vertretenen gewerkschaftlichen Ansatz der IAA ablöste.